# Charlotte Sahl-Madsen
Charlotte Sahl-Madsen (ur. 26 sierpnia 1964 w Holstebro) – duńska przedsiębiorca i menedżer, w latach 2010–2011 minister nauki, technologii i rozwoju.

## Życiorys
Absolwentka Holstebro Gymnasium, podjęła następnie nieukończone studia prawnicze na Uniwersytecie Aarhus. Kształciła się na kursach biznesowych w Harvard Business School. Od 1987 pracowała jako menedżer w HEART, muzeum sztuki współczesnej w Herning. W latach 1990–2000 była dyrektorem muzeum szkła Glasmuseet Ebeltoft. Od 2000 do 2004 zatrudniona na dyrektorskich stanowiskach w koncernie Lego, gdzie odpowiadała za dział badań i rozwoju. W 2004 została pierwszym dyrektorem generalnym nowo powstałego parku naukowego Danfoss Universe, którym kierowała do 2009, stając następnie na czele fundacji tego parku.
W lutym 2010 z rekomendacji Konserwatywnej Partii Ludowej objęła urząd ministra nauki, technologii i rozwoju w rządzie Larsa Løkke Rasmussena, który sprawowała do października 2011. Po odejściu z administracji rządowej zajęła się działalnością doradczą, powoływana także w skład różnych organów w instytucjach kultury.